# Dictino
San Dictino, Dictinio o Dotino (? - c. 420) fue un eclesiástico y escritor hispano, obispo de Astorga entre los siglos IV y V, inicialmente priscilianista y después converso al catolicismo. Su festividad se conmemora el 29 de abril.

## Su etapa priscilianista
Mencionado como de origen griego o gallego, Dictinio era hijo de Sinfosio, que era obispo en Gallaecia, quizás de Orense o tal vez regionario.
Sinfosio fue uno de los prelados que en el concilio de Zaragoza del año 380 declaró su adhesión al priscilianismo, adoctrinando a su hijo en la misma religión y ordenándole presbítero.
Por estas fechas Dictinio escribió una obra teológica titulada Libra (llamada así por estar estructurada en doce partes, al igual que la libra romana estaba dividida en doce onzas) en la que defendía posturas trinitarias modalistas y aceptaba la legitimidad de la mentira cuando se utilizase en defensa de la religión, animando a sus correligionarios a hacerse pasar por católicos para garantizar su seguridad.
Los contenidos del libro, que no se conserva, se conocen por la refutación que de él hizo San Agustín en Contra mendacium.
Algunos autores suponen que dejó escritos otros tratados similares, aunque no hay noticia de ellos.
Para solventar las diferencias entre priscilianistas y católicos, los primeros apelaron a la intermediación del papa Dámaso I, que se negó a recibirles, y a la de Ambrosio de Milán, quien dictaminó que los católicos admitieran en su iglesia a los priscilianistas si éstos condenaban las herejías que habían aprobado y evitaban la consagración episcopal de nuevos obispos; el trato no fue cumplido, pues pronto fueron consagrados Dictinio en Astorga y Paterno en Braga.
Cerca del año 396 se celebró en Toledo un concilio al que Sinfosio se negó a asistir, sin dar ocasión a que se resolviera la causa contra los priscilianistas.

## Su retractación
En el año 400 se reunió el I Concilio de Toledo, en el que Sinfosio confesó que había consagrado a Dictino obligado por el pueblo gallego, entre el cual el priscilianismo estaba muy extendido. Sinfosio y Dictino abjuraron de su herejía para abrazar el catolicismo; Dictinio además reprobó sus propios escritos, y los asistentes al concilio restituyeron a los dos en su dignidad episcopal, esta vez según los cánones de la Iglesia Católica.
Esta disposición no fue del agrado de algunos prelados, que hacia el año 404 comisionaron al obispo Hilario y al presbítero Elpidio para apelar al papa Inocencio I, quien confirmó la decisión conciliar con un llamamiento a la unidad en su decretal Saepe me et nimia.
Tras su retractación Dictinio dio ejemplo de virtud, que después de su muerte le hizo acreedor del culto de santidad: en el año 447 el papa León I el Magno alababa su memoria al tiempo que condenaba sus escritos, que también fueron anatematizados en el Concilio de Braga del 561.
En la recopilación de las actas conciliares del s. VII se le mencionaba como "de santa memoria", y en el año 925 el obispo Fortis lo llamaba "santísimo, gloriosísimo y poderosísimo patrono mío después de Dios".
Su festividad se conmemoraba el día 2 de junio, el 11 o el 24 de julio, aunque tras la reforma de 1969 fue retirado del santoral por no haber sido canonizado oficialmente.
Se desconoce la fecha de su muerte, que diversos autores datan arbitrariamente en 420 o 430.
Tradicionalmente se creyó que sus restos reposaban en el monasterio de su advocación cuya iglesia mandó construir él mismo en Astorga, donde había una lápida que lo mencionaba.
En el año 1550 se abrió la sepultura, sin hallar sus restos; algunos autores conjeturan que tal vez fue trasladado al Monasterio de Santo Toribio de Liébana junto con Toribio de Astorga en los primeros tiempos de la invasión musulmana;
otros suponen que su cabeza se encuentra entre las reliquias veneradas en la catedral de Astorga.